# غالاكتوزامينوغالاكتان
غالاكتوز أمينوغالاكتان (يُختصر عادةً بـ GAG أو GG)، هو عديد سكاريد خارجي يتكون من غالاكتوز وN-أسيتيل غالاكتوزامين (GalNAc). يوجد عادةً في الأغشية الحيوية وجدار خلايا أنواع مختلفة من الفطريات. على الرغم من أن بقايا السكريات غير مرتبة بترتيب محدد/منفصل، وبالتالي فهي غير متجانسة، إلا أن جميع البقايا مرتبطة بروابط α-1,4 غليكوزيدية . يُستخرج غالاكتوز أمينوغالاكتان عادةً عن طريق ترسيب الإيثانول من المزرعة السائلة أو عن طريق المعالجة القلوية لجدار الخلية. بمجرد استخراجه، يصبح غالاكتوز أمينوغالاكتان غير قابل للذوبان بدرجة كبيرة.
في الرشاشية الدخناء Aspergillus fumigatus ، وهي عامل مسبب لداء الرشاشيات، يلزم وجود غالاكتوز أمينوغالاكتان للالتصاق بأنسجة المضيف، ولإخفاء PAMPs مثل β-1,3-glucans وللتوسط في الفوعة (الضراوة) في العديد من النماذج الحيوانية. وبينما لا يزال دوره في التسبب في المرض قيد التحديد، عثر على غالاكتوز أمينوغالاكتان في المقاطع النسيجية لرئات المرضى المصابين بداء الرشاشيات. بالإضافة إلى دوره في ضراوة الفطريات، فقد ثبت أن بعض أجزاء غالاكتوز أمينوغالاكتان النقي في المختبر تحفز موت الخلايا المتعادلة وتقلل الالتهاب.

## توليف
على غرار عديدات السكاريد الأخرى في جدار الخلية الفطرية، يُصنع الغالاكتوز أمينوغالاكتان عن طريق بلمرة سكريات النوكليوتيدات. على الرغم من عدم الإبلاغ عن إنزيم نقل الجليكوزيل المسؤول عن البلمرة، فقد دُرست عملية تخليق سكريات النوكليوتيدات الأولية. ينشأ مكون الغالاكتوز من UDP-غالاكتوز ، وينشأ مكون GalNAc من UDP-N-أسيتيل غالاكتوزامين. لا تُفضل هذه السكريات النوكليوتيدية فسيولوجيًا، ويجب تحويلها من UDP-جلوكوز ويوريدين ثنائي فوسفات N-أسيتيل غلوكوزامين (GlcNAc)، على التوالي. يُعد إنزيم UDP-جلوكوز 4-إبيميراز Uge3 مسؤولًا عن هذه التحويلات.